# Lucija Čok
Lucija Čok (ur. 7 kwietnia 1941 w Lokavcu) – słoweńska językoznawczyni, pedagog i polityk. Zajmuje się problematyką multilingwizmu.
Jest absolwentką Uniwersytetu Lublańskiego, gdzie studiowała języki włoski i francuski. W 1965 r. uzyskała dyplom; później zaczęła wykładać na tejże uczelni.
Była pierwszym rektorem uczelni Univerza na Primorskem oraz pierwszą w kraju kobietą pełniącą funkcję rektora uniwersyteckiego.

## Wybrana twórczość
- Imparo l'italiano giocando : libro di testo attivo per lo studio iniziale della lingua italiana, 1984
- Slovenska Istra med politiko sožitja in priseljeništvom = Slovenian Istria between coexistence policy and immigration, 2012
- Hic et nunc aude! : ustanovitev Univerze na Primorskem v času in prostoru, 2013
- Srečko in Peter : esej o prijateljstvu med Petrom Martincem in Srečkom Kosovelom, 2014